# Minerva Fossae
Minerva Fossae zijn smalle depressies op de planeet Venus. De Minerva Fossae werden in 1985 genoemd naar Minerva, oorlogsgodin in de Romeinse mythologie.
De fossae bevinden zich ten zuiden van Azham Corona en Upunusa Tholus in het quadrangle Metis Mons (V-6).